# Shanele Stires
Shanele Marie Stires (Junction City, 21 maggio 1972) è un'ex cestista e allenatrice di pallacanestro statunitense, professionista nella ABL e nella WNBA.

## Carriera
È stata selezionata dalle Minnesota Lynx al quarto giro del Draft WNBA 2000 (56ª scelta assoluta).